# Aldo Bardelli
Aldo Bardelli (Livorno, 4 aprile 1912 – Bologna, 15 novembre 1971) è stato un giornalista e dirigente sportivo italiano.

## Carriera
Dirigente sportivo
Nel campionato di calcio di Serie A 1942-1943 portò il Livorno al secondo posto finale, il miglior risultato della squadra amaranto raggiunto nel XX secolo.

Fece parte, con Ferruccio Novo e Roberto Copernico, della Commissione Tecnica Federale che tra il 1949 e il 1950 guidò la Nazionale di calcio italiana ai Mondiali in Brasile del 1950. Fu lui a proporre l'idea che gli Azzurri raggiungessero il Brasile in nave invece che in aereo, vista la sciagura che aveva colpito il Torino l'anno prima, nel 1949.
Giornalista
Fu redattore capo del quotidiano sportivo bolognese «Stadio»; dopo i Mondiali di calcio del 1966 passò alla «Gazzetta dello Sport».
Nel 1970 vinse il Premio Bruno Roghi.
È scomparso nel 1971 all'età di 59 anni a seguito di un attacco cardiaco.